# Pijlkruidspanner
De pijlkruidspanner (Mesotype didymata, synoniem: Perizoma didymata) is een nachtvlinder uit de familie van de spanners (Geometridae).

## Kenmerken
De voorvleugellengte bedraagt tussen de 11 en 15 mm. De grondkleur van de voorvleugels is grijswit of bruinwit. Opvallend kenmerk is de aanwezigheid van een tweetal donkere vlekken vlak bij de achterrand, die soms een U vormen.

## Waardplanten
De pijlkruidspanner gebruikt  grassen en andere kruidachtige planten als waardplanten. De rups is te vinden in mei en juni. De soort overwintert als ei.

## Voorkomen
De soort komt verspreid over Europa.

### Nederland en België
De pijlkruidspanner is in Nederland en België een zeldzame soort, die verspreid over het hele gebied kan worden gezien. De vlinder kent jaarlijks één generatie die vliegt van halverwege mei tot halverwege augustus.